# Enenra
Enenra (煙々羅, en'enra), també conegut com a enraenra (煙羅煙羅), és un yōkai o monstre de la mitologia japonesa compost per fum i foscor. La primera referència d'aquest esperit és del llibre Konjaku Hyakki Shūi escrit per Toriyama Sekien a l'any 1781.

## Mitologia
L'enenra és un yōkai de fum o un esperit que habita en el fum i que pot adquirir diverses formes, apareixent en el fum que surt dels forns i els banys. Es pot mostrar en forma de cara humana.
Es considera que al ser un fantasma de fum només pot ser vist per aquelles persones pures de cor.
No hi ha cap altre exemple de yōkai de fum, i es considera que és un tipus d'esperit poc comú. No hi ha cap refèrencia específica en el folklore que en parli i pot ser que es tracti d'una creació de Toriyama.

## En la cultura popular
- En el videojoc Mortal Kombat 2011, es revela que el personatge Smoke, és un enenra.
- En l'anime Shaman King, el personatge Sharona utilitza un esperit anomenat Enra Enra que té poders similars al d'un enenra.
- A Pokémon, les criatures anomenades Gastly i Haunter es basen en l'enenra.[4]
- En l'anime Yo-kai Watch 2 apareix un esperit anomenat Enenra, un yōkai clàssic de rang A, atribut del vent de la tribu Misteriosa.[5]